# 한컴 구름
한컴 구름(Hancom Gooroom)은 한글과컴퓨터가 출시한 운영 체제이다. 구름 플랫폼을 기반으로 하여 제작된 리눅스 배포판이며, 2020년 7월 15일에 출시되었다. 구름 플랫폼은 구름 OS, 구름 브라우저, 구름 보안기술, 구름 중앙관리, 한컴 스페이스를 포함한다. 2024년부터 홈페이지 자체는 접속되지만 다운로드 링크가 사용이 불가능해졌기 때문에 사실상 단종된 상태다.

## 구름 플랫폼과 한컴 구름이 분리된 이유
2020년 4월부터 과학기술정보통신부 고시에 의거해 20억 원 미만의 공공 SW개발 사업은 중견기업이 참여할 수 없다.
원래 구름 플랫폼은 한글과컴퓨터에서 개발하였으나 한컴은 중견기업이어서 20억 원 미만의 정부 사업을 입찰하지 못하게 되어, 현재는 이액티브에서 구름 플랫폼을 개발하고, 한컴은 한컴 구름이라는 독자 브랜드를 만들었다.

## 리눅스용 한컴 오피스 2022
한컴 구름은 hwp 문서 편집이 가능한 리눅스용 한/글 2020을 포함한다. 한글과컴퓨터에서 기존에 배포하던 리눅스용 한컴 오피스 2020 뷰어는 hwp 문서의 열람만 가능했다. 현재는 한컴 구름 전용으로 한컴 오피스 2022 베타(beta) 버전을 무료로 제공한다.

## 도입 분야
한글과컴퓨터는 안양대학교의 교내 컴퓨터실, 도서검색실, 전산개발, 행정부처 등에서 사용해 온 마이크로소프트 윈도우를 한컴구름으로 일부 전환해 운영한다. 구름 OS는 해군사관학교의 교육용 PC, 치안센터의 행정정보 조회 단말기, 육군본부의 지상전술C4I체계 단말 등 공공부문 특수목적 단말 OS로 도입됐다. 우정사업본부는 2019년 12월 OS 공급사들과 정식 계약을 체결하고, 티맥스OS 3천개, 구름 OS 2천개를 도입했다.

## 같이 보기
- 구름 플랫폼
- 티맥스구름
- 티맥스OS
- 하모니카 (운영 체제)
- 트루크립트
- 훙멍
- 아시아눅스